# جوردن كوغلان
جوردن كوغلان (بالإنجليزية: Jordan Coghlan) هو لاعب اتحاد الرغبي أيرلندي، ولد في 30 أكتوبر 1992 في دبلن في جمهورية أيرلندا.